# Жогарги-Єгінсу
Жогарги́-Єгінсу́ (каз. Жоғарғы Егінсу) — село у складі Урджарського району Абайської області Казахстану. Адміністративний центр та єдиний населений пункт Жогарги-Єгінсуського сільського округу.
Населення — 1284 особи (2021; 1323 у 2009, 1764 у 1999, 1950 у 1989).
Національний склад станом на 1989 рік:
- казахи — 100 %

Станом на 1989 рік село називалось 1-е Мая, у радянські часи мало також назву Перше Мая.